# Life on Mars (série télévisée, 2006)
Pour l’article homonyme, voir Life on Mars.
Ne doit pas être confondu avec Life on Mars (série télévisée, 2008).
Life on Mars est une série télévisée britannique en seize épisodes de 52 minutes, créée par Matthew Graham, Tony Jordan et Ashley Pharoah, et diffusée entre le 9 janvier 2006 et le 10 avril 2007 sur BBC One.
En France, la série a été diffusée à partir du 20 mars 2007 sur 13e rue ; au Québec du 9 janvier au 23 avril 2008 sur Télé-Québec, et en Belgique à partir de juillet 2009 sur La Deux.

## Synopsis
Sam Tyler est inspecteur-chef à Manchester. Peu après l'enlèvement de sa fiancée par un tueur en série, il est renversé accidentellement par une voiture en 2006. Il se réveille en… 1973. Une époque où les ordinateurs portables et les téléphones mobiles n'ont pas encore été inventés. Devenu inspecteur sous les ordres du chef Gene Hunt, Tyler démêle des enquêtes policières à l'aide de méthodes « modernes ». Dans le même temps, il essaie de comprendre ce qui lui arrive…

## Distribution

### Acteurs principaux
- John Simm (VFB : Franck Dacquin) : Sam Tyler
- Philip Glenister (VFB : Lionel Bourguet) : Gene Hunt
- Liz White (VFB : Audrey d'Hulstère) : Annie Cartwright
- Dean Andrews (en) (VFB : Raphaël Anciaux) : Ray Carling
- Marshall Lancaster (en) (VFB : Sébastien Hébrant) : Chris Skelton

### Acteurs récurrents et invités
- Noreen Kershaw (en) (VFB : Carine Seront) : Phyllis Dobbs
- Tony Marshall (VFB : Alexandre Crépet) : Nelson, barman du pub local. (12 épisodes)
- Archie Panjabi : Maya Roy (saison 1 épisode 1 + saison 2 épisode 6)
- Joanne Froggatt (VFB : Nathalie Hons) : Ruth Tyler (saison 1, épisodes 4, 6 et 8)
- Kelly Wenham (en) (VFB : Dominique Wagner) : Joni (saison 1, épisode 4)
- David Corden (VFB : Tony Beck) : Edwards (saison 1, épisode 4)
- Ralph Brown (VFB : Stéphane Flamand) : Franck Morgan, remplaçant momentané de Gene Hunt chargé de liquider son service, ou chirurgien de Tyler. (saison 2, épisodes 7 et 8)

 Source et légende : version française (VF) sur RS Doublage et DSD Doublage

## Production
Après le succès du feuilleton Les Arnaqueurs VIP (titre original : Hustle), ses producteurs, Kudos Film & Television, se penchent sur la réalisation d'une nouvelle série. La première saison est écrite par Tony Jordan, Matthew Graham, Chris Chibnall et Ashley Pharoah, tandis que l'écriture de la seconde voit arriver en renfort Julie Rutterford, Guy Jenkin et Mark Creig.
En réalité, le concept de la série est posé dès 1998, quand la production envoie Graham, Jordan et Pharoah à Blackpool afin qu'ils proposent de nouvelles idées pour la télévision. Dans un premier temps, la série est intitulée Ford Granada, en l'honneur d'une voiture mythique des années 1970. Mais le titre ne séduit personne à la BBC. C'est d'ailleurs en fin de compte une Ford Cortina que l'on fera conduire à Gene Hunt. D'après un entretien de Graham au magazine SFX, « À l'époque, le diffuseur (BBC) n'était tout simplement pas à l'aise avec le concept, quelque chose qui n'était pas dans le monde réel et qui contenait des éléments de fantaisie ». C'est ainsi que la série se transforme en une critique acerbe des coutumes de l'époque, qui a pour principal protagoniste le comédien Neil Morrissey.
Tout change lorsque le scénario atterrit dans les mains de John Yorke, producteur des programmes dramatiques de Channel 4, qui modernise considérablement l'idée dans les discussions entre les personnages Sam et Gene. Même ainsi, les managers n'étaient pas prêts à se lancer sur l'idée. Toujours selon un entretien de Graham dans le magazine Radio Times dédié à la programmation télévisuelle, Channel 4 déclara même : « Ça va avoir l'air stupide. »
L'idée attire alors l'attention de Julie Gardner, réalisatrice de fiction de BBC Wales, qui convainc la BBC de financer l'émission pour BBC One. C'est alors que John Yorke réunit Channel 4 et BBC pour travailler ensemble, et mettre en place, en coopération avec Gardner, le comité de rédaction de la série.

## Épisodes

### Première saison
1. Bienvenue en 73
2. La Loi selon mon boss
3. Le Pari
4. Corruption
5. Rouge un jour, rouge toujours
6. Compte à rebours
7. Cas de conscience
8. Mon père

### Deuxième saison
1. Meurtrier en puissance
2. La Chasse aux ripoux
3. Peur sur la ville
4. Pièges pour jeunes femmes
5. Kidnapping
6. Héroïne
7. Recherche du coupable
8. La Promesse

## Personnages

### Personnages principaux
Sam Tyler
Inspecteur-chef de la police du Grand Manchester (DCI) en 2006, né en 1969, Sam Tyler est propulsé 33 ans dans le passé après avoir été renversé par une voiture. Il apprend à être à nouveau un simple inspecteur-détective (DI), muté de Hyde vers son propre service, où le poste d'inspecteur-chef est tenu par un certain Gene Hunt. Sans aucun souvenir du nouveau passif dont on l'affuble, il est brutalement confronté au gouffre qui sépare la police qu'il connaît de celle dans laquelle il a mystérieusement atterri. Sam n'a aucune idée de comment rentrer chez lui et est en proie à des visions dont il ignore l'origine. Tant qu'il est bloqué en 1973, il va tenter de faire évoluer les mentalités au sein de sa nouvelle équipe.
Gene Hunt
Inspecteur-chef de la police du Grand Manchester (DCI). Flic de la vieille école, connu pour ses méthodes d'investigation particulièrement musclées, Gene Hunt est prêt à quasiment tous les sacrifices pour faire régner l'ordre dans sa ville. Au cours de sa carrière, il a peu à peu appris à laisser sa fierté de côté, quitte à pouvoir passer pour un ripou (« bent copper »). En tout état de cause, il est farouchement attaché à sa façon de faire, ce qui rend sa relation avec son nouvel inspecteur assez électrique.
Annie Cartwright
Agent de police (WPC) puis détective-constable (DC). Annie est la première à aider Sam à s'intégrer dans ce nouvel environnement. Elle se montre compréhensive à son égard, y compris lorsqu'il lui fait part de ses hallucinations et de ses récits surréalistes, qu'elle attribue au traumatisme dont il a souffert. Professionnellement, son sens de l'observation ainsi que ses connaissances en psychologie — discipline qu'elle a étudiée à l'université — en font une recrue salutaire pour l'équipe de Gene Hunt.
Ray Carling
Détective-sergent (DS), temporairement détective-constable (DC). Véritable bras droit de Gene, Ray est un fervent défenseur des techniques policières de son temps. Il fait régulièrement montre de misogynie et de racisme et ne cache pas son antipathie pour Sam, qui le lui rend bien. Cette aversion puise notamment dans sa rancœur d'avoir vu le poste d'inspecteur-détective lui échapper.
Chris Skelton
Détective-constable (DC). Réputé maladroit, nerveux et naïf, Chris passe souvent pour le boulet du groupe. Il démontre cependant une envie sincère de s'améliorer. Contrairement à Ray, il ne rejette pas en bloc les techniques de Sam, et se les approprie.

## Commentaires
La série ne compte que deux saisons. Cette décision n'est pas issue de problèmes d'audience de la série — justement très élevée — mais de la volonté des créateurs de la série d'arrêter après seize épisodes, estimant que c'était une durée suffisante pour raconter les histoires qu'ils souhaitaient. Un spin-off, Ashes to Ashes, en référence au nom d'une autre chanson de David Bowie, poursuit la série dans les années 1980.
Le titre de la série vient de la chanson homonyme de David Bowie qui est écoutée par Sam Tyler, le personnage principal, au moment de son accident et qu'il retrouve ensuite en 1973. En plus de la chanson Life on Mars? présente dans le pilote de la série et le final des deux saisons, les chansons de Bowie sont fréquemment utilisées dans les épisodes : The Jean Genie en discothèque (Le Pari), Starman en clôture de l'épisode Meurtrier en puissance, et Aladdin Sane dans l'épisode Pièges pour jeunes femmes. L'une des répliques fétiches du DCI Gene Hunt : « Trust the Gene Genie! » fait référence, en jouant sur les mots, à la chanson The Jean Genie.
La chanson Live and Let Die de Paul McCartney et les Wings figurant dans le second épisode, fut, au départ, interdite d'utilisation par la maison de disques. Mais lors d’une interview pour un magazine, Matthew Graham déclara « qu’il enverrait directement l’épisode à Paul McCartney ». Immédiatement, il obtient l’accord de l’ancien Beatles qui « adore ».
Contrairement à la version originale, les épisodes sur les DVD français ne comportent pas d'introduction rappelant des scènes précédentes ; et quelques scènes, jugées peut-être trop choquantes (Hunt parcourant les sous-vêtements d'une suspecte, épisode 1-02), ont été coupées. Ainsi les épisodes, au lieu de faire 59 minutes, en font 52.
Le réseau américain ABC lance en 2008 un remake de la série, Life on Mars, avec Jason O'Mara et Harvey Keitel dans les rôles principaux.
Une version coréenne du réseau OCN a été produite en 2018 , Life on Mars (South Korean TV series), avec Jung Kyung-ho et Park Sung-woong dans les rôles principaux.

## Récompenses
- International Emmy Awards 2006 : Meilleure série dramatique
- Banff Rockie Award 2006 : Meilleure série